# Heartagram

"Heartagrama"

El Heartagrama es el símbolo de la banda finlandesa HIM, el cual fue utilizado en el arte de la portada de su álbum Love Metal. Este símbolo es la fusión de un corazón con un pentagrama invertido.
De acuerdo con el líder de la banda, Ville Valo, el Heartagram representa tanto al amor como a la muerte, temas comunes en las letras de Valo.
Este símbolo fue creado por Ville Valo mientras se encontraba en un bar dibujando cosas aleatorias cuando de repente se le ocurrió el diseño, él mismo ha dicho que puede ser considerado como un moderno Yin Yang debido al contraste que representa entre el bien y el mal.
Mucha gente asocia el Heartagram con Bam Margera, creyendo que es su logo personal. Pero en realidad, Margera tiene licencia legal para usar el Heartagram de HIM en los Estados Unidos. Bam se ha hecho amigo de Valo, e incluso ha dirigido cuatro videos de la banda, ese es el principal motivo por el cual la gente relaciona a Bam Margera con HIM. Margera es simplemente un gran fan de la banda, que usa su logo para mostrar su aprecio por el grupo. 
Algunas personas piensan que el Heartagram está asociado con el satanismo, pero como Ville Valo dijo el Heartagram es la unión de un corazón, que representa el amor, y un pentagrama, que en este caso significa la muerte y no el satanismo.